# FNBP1
FNBP1‏ (Formin binding protein 1) هوَ بروتين يُشَفر بواسطة جين FNBP1 في الإنسان.